# Богард, Джеймс
Джеймс Богард (англ. James Bogardus; 14 марта 1800, Катскилл — 13 апреля 1874, Нью-Йорк) — американский изобретатель и строитель. Прославился тем, что популяризировал чугунные конструкции, которые активно использовались в США в 1850—1880 гг. для возведения индустриальных и коммерческих зданий.

## Биография
Карьеру Джеймс Богард начал с того, что стал часовщиком. До того, как заняться чугунными конструкциями, он также сделал несколько изобретений. Например, Богард изобрел карандаш, грифель которого всегда оставался острым и гравировальную машину, на которой отпечатали первые английские марки.
Богард считал, что чугун одновременно отвечает, как инженерным, так и эстетическим требованиям. Свои здания он проектировал так, «что если бы большая часть металлических конструкций была удалена или разрушена, эти здания продолжали бы стоять непоколебимо», как говорил он в своей книге «Архитектор и железо».
По методике Богарда предлагалось поддерживать вес здания не стенами, а колоннами. Этот метод в дальнейшем лег в основу стальных каркасов и строительства небоскребов. Впервые он был применен Богардом в 1848 году при строительстве своей собственной пятиэтажной фабрики в Нью-Йорке. Богард отправлял сборные секции со своей фабрики на стройки.. Самое известное его здание — это «Харпер энд бразерс билдинг» на Франклин-сквер в Нью-Йорке — фасад которого представлял почти сплошь застекленную поверхность.